# Madame Bâ
Madame Bâ est un roman de l'écrivain français Erik Orsenna paru en 2002. Il relate l'autobiographie fictive d'une Malienne, Marguerite Bâ, et expose par ce biais de nombreuses informations et problèmes sur la situation de l'Afrique au début du XXIe siècle et ses rapports avec les pays développés, en particulier les rapports entre le Mali et la France. Le ton du roman est tour à tour humoristique ou pathétique.

## Résumé
Marguerite Bâ, Malienne âgée d'une cinquantaine d'années, remplit un formulaire de demande de visa temporaire pour venir en France, le formulaire n°13-0021. Mais le formulaire peine à embrasser toute la complexité de son existence, et Madame Bâ résout d'écrire une lettre au président de la République française pour la joindre au formulaire. La réponse à chaque rubrique donne lieu à un ou plusieurs chapitres où Madame Bâ raconte peu à peu sa vie, depuis sa naissance en 1947 à Médine au Mali jusqu'à sa situation présente. Son avocat, Maître Benoît Fabiani, prend en note son récit avec patience pour l'assister dans sa demande ; en l'écoutant, il découvre peu à peu l'Afrique. Marguerite Bâ naît le 10 août 1947 à Médine, au Mali, à l'époque où le territoire du futur pays est encore rattaché à l'Afrique-Occidentale française. Son père, Ousmane Dyumasi, est un ingénieur en hydraulique, tandis que sa mère, Mariama, est une traditionniste qui connaît par cœur d'innombrables connaissances sur les généalogies et l'histoire des familles du pays.

## Suite
Erik Orsenna publie en 2014 une suite à ce roman : Mali, ô Mali, dans laquelle Madame Bâ revient au Mali pendant la guerre du Mali de 2012-2013.